# Cerkiew św. Eliasza w Petersburgu

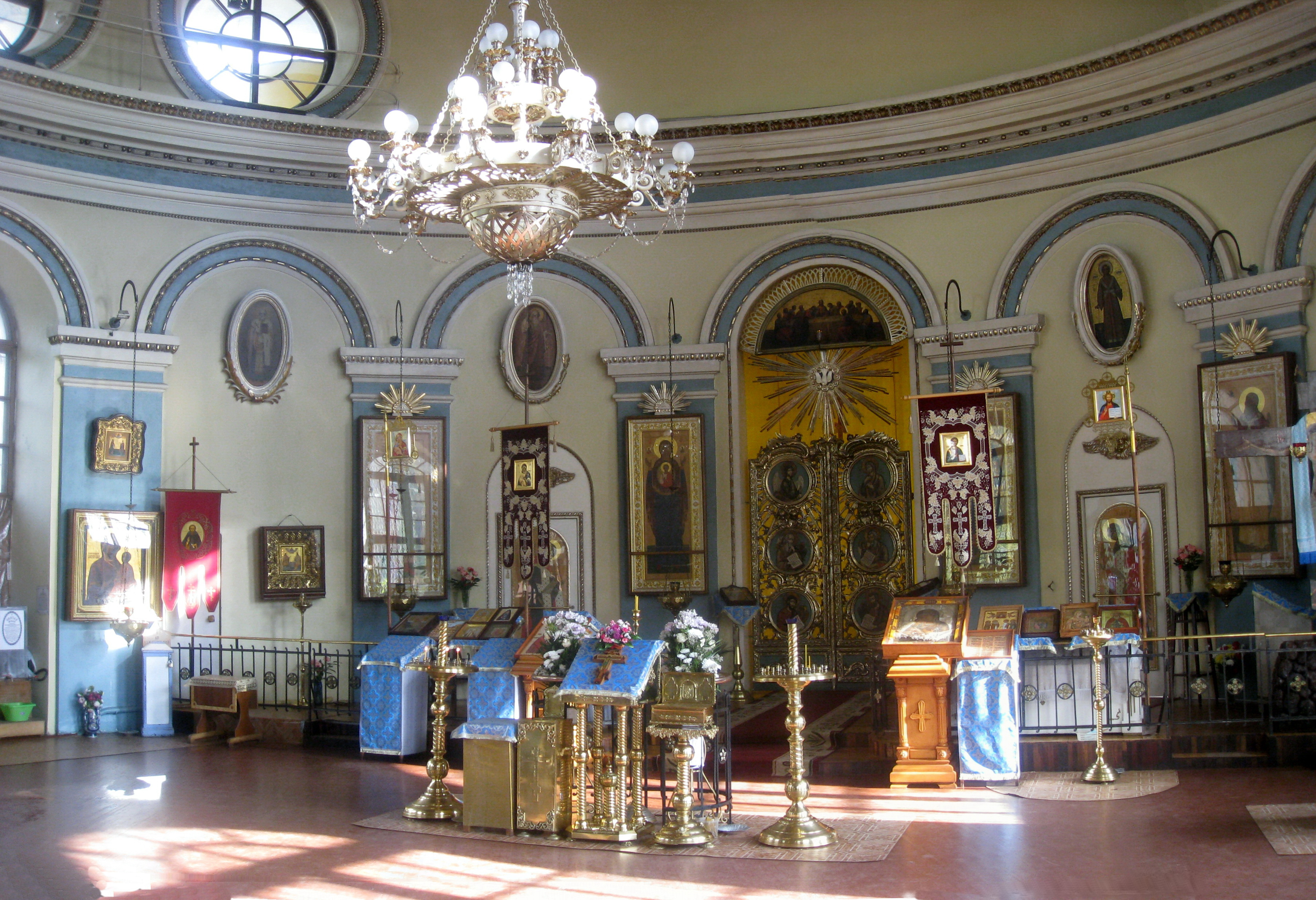
Ikonostas

Cerkiew św. Eliasza – prawosławna cerkiew w Petersburgu, w rejonie krasnogwardiejskim, na historycznej Ochcie, należąca do parafii eparchii petersburskiej.
Cerkiew św. Eliasza została wzniesiona w latach 1781–1785 przy zakładach prochowych, na miejscu starszej, drewnianej świątyni pod tym samym wezwaniem. Obiekt miał formę zwieńczonej kopuła rotundy. W latach 1805–1806 w jego sąsiedztwie wzniesiono drugą świątynię, której patronem był św. Aleksander Newski, z trójkondygnacyjną dzwonnicą. Autorem jej projektu był Fiodor Diemiercow. W 1841 obydwa obiekty zostały połączone w jedną cerkiew. W latach 1901–1902 podwyższono kopułę cerkwi i jej dzwonnicę. Dziewięć lat później wykonano nowe freski we wnętrzu obiektu.
W 1923 cerkiew św. Eliasza przeszła w ręce Żywej Cerkwi i w ramach tego związku wyznaniowego uzyskała status soboru. Pozostawała czynna do 1938. W roku tym odebrano ją wiernym, jej cenne ikony przekazano do muzeum w dawnym soborze św. Izaaka. Budynek przejął sztab obrony przeciwlotniczej.
W 1988, po pięcioletnim remoncie, Rosyjski Kościół Prawosławny odzyskał obiekt. Rok później metropolita petersburski i ładoski Aleksy poświęcił kolejno ołtarze św. Aleksandra Newskiego i św. Eliasza.